# Schelberg (Windraak)
De Schelberg is een heuvel in het noordelijk deel van het Heuvelland in de Nederlandse provincie Limburg, gelegen ten zuidoosten van Sittard. De heuvel heeft een hoogte van 101 meter boven NAP en ligt aan het westelijke uiteinde van het Plateau van Doenrade, aan de rand van het Geleenbeekdal. Boven op de heuvel ligt het gehucht Windraak.
De Schelberg wordt in het noorden en oosten begrensd door de Watersleijergrub, in het zuidoosten door het Hoog Roth, in het zuiden door de Wanenberg en in het westen door het Geleenbeekdal. Aan de overzijde van de Watersleijergrub liggen de Kollenberg en de Schlounerberg. Op de heuvel liggen voornamelijk landbouwgronden.
De hellingen van de Schelberg zijn populair in de wielersport. Er zijn vijf beklimmingen vanuit het dal, waarvan de steilste delen een hellingsgraad hebben van rond de 10%.